# Робертс, Фред Стивен
Фред Стивен Робертс (р. 19 июня 1943) — американский ученый-математик, профессор математики в Ратгерском университете и бывший директор DIMACS.

## Биография
Робертс учился в Дартмутском колледже, где получил степень бакалавра, а ученую степень получил в Стэнфордском университете в 1968; его научным руководителем была Дана Скотт. После того как он занимал должность в Пенсильванском университете, RAND и в Институте перспективных исследований он присоединился к научно-педагогическому составу Rutgers в 1972 году.
Он был вице-президентом SIAM (Society for Industrial and Applied Mathematics) дважды, в 1984 и 1986, и был директором DIMACS с 1996 года.

## Научная деятельность
Исследования Робертсона касаются комбинаторики, теории графов и их применения в моделировании проблем в отраслях социальной науки и биологии. Среди его вкладов в математику введение понятие интервальная размерность графа, минимальное измерение которого нужно для репрезентации неориентированного графа, как графа пересечений оси параллельной коробки.

### Книги
Робертсон является автором и соавтором следующих книг (Books authored by Fred S. Roberts):
- Discrete Mathematical Models, with Applications to Social, Biological and Environmental Problems, Prentice-Hall, 1976, ISBN 978-0-13-214171-0. Русский перевод, Наукаб 1986
- Graph Theory and its Applications to the Problems of Society, CBMS-NSF Regional Conference Series in Applied Mathematics 29, SIAM, 1987, ISBN 978-0-89871-026-7.
- Measurement Theory, with Applications to Decisionmaking, Utility, and the Social Sciences, Encyclopedia of Mathematics and its Applications 7, Addison-Wesley, 1979, ISBN 978-0-201-13506-0. Перепечатано от Cambridge University Press, 2009.
- Applied Combinatorics, Prentice-Hall, 1984. 2nd edition (with B. Tesman), 2004, ISBN 978-0-13-079603-5. 3rd edition, Chapman & Hall, 2009. Китайский перевод, Pearson Education Asia, 2005 and 2007.

Он также редактировал примерно 20 томов

## Награды и заслуги
Робертс получил приз ACM SIGACT в 1999. В 2001 он выиграл Science and Technology Centers Pioneer награду от Национального научного фонда. В 2003 DIMACS имели конференцию на тему применение дискретной математики и теоретической информатики Применение дискретной математики и теоретической информатики, в честь шестидесятилетия Фреда. В 2012 он стал членом Американского математического общества